# 易卜拉欣-易卜拉欣清真寺
易卜拉欣-易卜拉欣清真寺（阿拉伯语：‎）是直布羅陀的一家清真寺，位於歐羅巴角，面向直布羅陀海峽。
由已故沙烏地阿拉伯國王法赫德捐建。耗資五百萬英鎊，1997年8月8日啟用。